# Cima Altemberg
La cima Altemberg est une montagne italienne qui s'élève à 2 394 ou 2 395 m d'altitude dans les Alpes pennines à la frontière entre les provinces de Verceil et du Verbano-Cusio-Ossola.
Elle domine le val Strona et le val Mastallone (it), sur le territoire des communes de Rimella (à l'ouest) et de Valstrona.